# Лазар Радан
Лазар Радан (Требиње, 7. мај 1998) је српски политичар, студент историје и аутор неколико монографија везаних за историју Херцеговине.

## Биографија
Радан је рођен 7. маја 1998. године у Требињу. Након основног и средњешколског образовања у родном граду уписује студије историје на Филозофском факултету Универзитета у Новом Саду, где је дипломирао 2021. године као студент генерације. Године 2022. је стекао титулу мастера на одсеку историје, као најмлађи мастер у историји одсека, са тезом Устанак у источној Херцеговини 1875—1878., коју је касније допунио и објавио 2024. године као истоимену монографију. Након мастера, наставио је докторске студије на истом одсеку.
Током трајања студија, у више наврата, био је стипендиста Владе Републике Србије, Фонда за младе таленте Републике Србије, Министарства науке, технолошког развоја и иновација Републике Србије, као и Фонда др Милан Јелић и Града Требиња.
Током 2024. године, Радан је објавио и монографију Поручник Југословенске војске Крсто Ђерић (1911-1942) — херој Јунског устанка на Трусини 1941. године, која говори о једном од предводника Јунског устанка у источној Херцеговини 1941. године.
Поред научног рада, бави се и каратеом, стекавши звање мајстора, носилац црног појаса 1. Дан. Био је лиценцирани карате републички судија, као и карате тренер. Успјешно је окончао курс за оперативног карате тренера на Факулету за спорт и психологију у Новом Саду.